# 笔迹鉴定
笔迹鉴定（Graphanalysis）是為了評估手寫文件的作者身份而對筆跡進行的鉴定，是文件鑑辨的一種，是法證科學的重要部分，常常被用于刑事侦查和民事诉讼中。
笔迹鉴定的手寫样本一般为平时样本，样本材料中相同的字迹不少于三个，鉴定過程分為三個階段：
- 分析：對被鉴定的人物已知的手寫樣本進行分析，並將其分解為直接可感知的特徵。
- 比較：將被鉴定的物品的特性與已知的手寫樣本進行比較。
- 評估：評估比較二者屬性的異同，以確定哪些對評估證據結論是有價值的。這取決於項目中各種關鍵證據的唯一性和出現頻率。

該過程可以包括第四步驟，即驗證確認或同行評審。
涉及笔迹鉴定案件的常見刑事指控屬於“白領犯罪”類別，包括冒名、欺詐或偽造文件。通过对笔迹的检验，可判明文件中的笔迹由几个人所写，是否由某人所写，以证实文件的真伪。有很多因素可能会影响到鉴定结果。比如年龄、心理因素、身体情况等变化，从而导致笔迹鉴定无法给出同一性或否定性结论。
專門負責進行筆跡鉴定，確認筆跡是何人所寫的專業人士被稱為筆跡專家。在香港，筆跡專家一般任職於政府化驗所文件鑑辨組，協助香港警務處鑑證科。在龔如心遺產爭奪事件中，筆跡專家的意見起到了關鍵作用。